# 黄石火山
黃石火山口，也叫黄石超级火山（英語：Yellowstone Supervolcano），是位于美國西部黃石國家公園的破火山口和超級火山。破火山口和公園的大部分地區位於懷俄明州的西北角。破火山口長43乘28英里（70乘45），火山口後熔岩溢出到火山口外很遠的地方。
火山口是在過去210萬年的三次超級噴發中的最後一次爆發中形成的：第一次发生在210萬年前的哈克貝利嶺噴發（形成了島嶼公園火山口和哈克貝利嶺凝灰岩），第二次发生在130萬年前的梅薩瀑布噴發（形成了亨利福克火山口和梅薩瀑布凝灰岩），以及第三次发生大約在64万年前的熔岩溪噴發（形成了黃石火山口和熔岩溪凝灰岩）。
在2019年發現其寬度是其兩倍以上阿波拉基火山口之前，黃石火山口是已知最大的破火山口。
如果黄石公园的火山再次爆发，规模将是1980年圣海伦火山爆发的2500倍，火山爆發指數8，引发全球灾难。科学界目前并没有能力预测黄石火山何时会再次喷发。

## 地质
黄石国家公园存在目前全球唯一活跃的超级火山。

### 成因

如黃石公園的超級火山爆發，美國將有3分之2的範圍受影響

黄石火山是蛇河-黄石热点（Snake River Plain - Yellowstone hotspot）的一部分。该热点最早的一次是大约1600万年前，位置是现在的俄勒冈州和内华达州的边界附近。最近一次喷发是在60万年以前，它喷发后形成了黄石火山口（Yellowstone Caldera）。这一串共七次火山活动中心，扫过了上千公里的距离。然而并不是火山热点在移动，而是火山热点存在于上地幔之中，热点上方的北美大陆在移动（板块漂移）。
蛇河-黄石热点是在1600万年前突然出现的，与附近的哥伦比亚河玄武岩平原（Columbia River Basalt Plain）形成于同一时间。其成因通说是东太平洋的胡安·德富卡板块以小角度俯冲到北美板块的下方，富含水的胡安德富卡板块温度较低，替北美板块隔开了温度较高的地幔。在1600万年前，由于受重力的牵拉使得俯冲在北美板块之下的胡安德富卡板块发生断裂，沉入地幔中。高温的地幔在短时间内填补了胡安德富卡版块曾经占据的位置。剧烈的温差导致了在地幔上层靠近岩石圈的地方（约130km深）发生了剧烈的局部热循环。一个形成于地幔浅层的地幔热柱，即蛇河-黄石热点就出现了。
由于北美大陆西部的地壳被弧后拉张，地壳减薄破裂，形成了大片盆地-山岭区域。在黄石附近，地幔热柱熔化岩石圈下层所产生的熔岩流就可以侵入含硅量66%-70%的地壳上层，将其部分熔化，形成了含硅量达到75%以上的流纹岩的岩浆。同时，岩石圈下层的熔岩流甚至可以直接喷出地表，在蛇河平原和哥倫比亞高原形成大規模的玄武岩省。含硅量75%的流纹岩的岩浆。由于含硅量大，这种岩浆粘度很高。其内部的气体形成气泡，但因被高粘度的岩浆包围，它们很难通过膨胀体积来减压。当这种岩浆在黄石下面聚集，里面的气体也越来越多，温度也越来越高。高温使得气体膨胀，但高粘度的岩浆阻止气体膨胀，因此其内部的压强变得非常的高。当高压的气体最终冲破大量的高粘度的岩浆喷出地表，就会形成猛烈而量大的超级火山爆发。

### 喷发历史
黄石公园的所在地，地质学上被称为黄石高原（Yellowstone Plataeu），是由三次大规模火山喷发形成的：
- 210万年前的越桔梅岭喷发（Huckleberry Ridge Eruption），喷出了2500立方千米的喷出物，留下了一个巨大的岛屿公园火山口（Island Park Caldera）其火山灰被直接抛射到了墨西哥北部和洛杉矶附近
- 130万年前的亨利福克火山口喷发（Henry's Fork Eruption），在黄石的西侧形成了梅萨瀑布凝灰岩（Mesa Falls Tuff，因此这一次也叫作梅萨瀑布火山喷发），喷出物为280立方千米，其火山灰被直接抛射到了内布拉斯加和堪萨斯
- 64万年前的熔岩溪火山喷发（Lava Creek Eruption），喷出物为1000立方千米，形成了现在黄石公园内的黄石火山口，其火山灰直接落到了墨西哥湾

### 喷发危险
近几年该地区地质的异常变动频繁，包括地震，地表隆起等，但没有证据表明该超级火山会在以后的几年内爆发。如果黄石公园的火山爆发，规模将是1980年圣海伦火山爆发的2500倍，從而引起全球性的災難，包括：
- 火山灰将覆盖全美3/4的土地；
- 在火山一千公里范围内，灰尘引起大量暴雨，爆发泥石流，火山灰将压垮多数民房；
- 火山灰尘导致电子设备无法正常使用，将使通讯，交通，物流等行业全线瘫痪；
- 多数民众将死于化学气体中毒、受污染的水和食物，比如氟；
- 全球性的天气灾难。硫酸气体层将在2周内覆盖全球，反射阳光，致使全球平均气温下降12--15度。赤道附近可能持续两三年的积雪，季风消失，大部分人类和动植物会死于寒冷和饥饿。

2017年，美国宇航局以“能否阻止黄石火山爆发”为题进行了一项研究。研究认为只要将其岩浆房降温35%就能避免爆发。一种可能的方法是向地下10千米处注入高压水，水返回地表释放大量的热，再重新循环回地下，缓慢降温火山。这些热能或许还可加以收集利用，建立一座超级地热能发电站，在未来数千年源源不断地供应清洁电能。该计划如果付诸实行，预计成本为34.6亿美元。然而该计划只是一个猜想，以现阶段的技术难以实现，基本上是科幻小说的情節。就算可行，也会是设计者有生之年都无法建成的超级工程。喷气推进实验室的发言人布莱恩·威尔逊（Brian Wilson）也表示，并不能保证该计划一定有效，或许本工程反而会导致（而不是避免）火山爆发。